# Алексейково (Московская область)
Алексейково — деревня в Клинском районе Московской области, в составе Нудольского сельского поселения. Население — 7 чел. (2010). До 2006 года Алексейково входило в состав Нудольского сельского округа.
Деревня расположена на юго-западе района, примерно в 27 км к юго-западу от райцентра Клин, на малой реке Юрьевка (приток Нудоли) (правый приток Нудоли), высота центра над уровнем моря 187 м. Ближайшие населённые пункты в 0,5 км — Егорьевское на юго-восток и Семенково на северо-запад.

## Население
| 2002 | 2006 | 2010 |
| ---- | ---- | ---- |
| 13   | ↗18  | ↘7   |